# Municipio de Adams (condado de Muskingum)
El municipio de Adams (en inglés: Adams Township) es un municipio ubicado en el condado de Muskingum en el estado estadounidense de Ohio. En el año 2010 tenía una población de 548 habitantes y una densidad poblacional de 8,35 personas por km².

## Geografía
El municipio de Adams se encuentra ubicado en las coordenadas 40°7′37″N 81°51′20″O / 40.12694, -81.85556. Según la Oficina del Censo de los Estados Unidos, el municipio tiene una superficie total de 65.67 km², de la cual 64,94 km² corresponden a tierra firme y (1,11 %) 0,73 km² es agua.

## Demografía
Según el censo de 2010, había 548 personas residiendo en el municipio de Adams. La densidad de población era de 8,35 hab./km². De los 548 habitantes, el municipio de Adams estaba compuesto por el 97,63 % blancos, el 0,91 % eran afroamericanos, el 0,18 % eran de otras razas y el 1,28 % eran de una mezcla de razas. Del total de la población el 0,55 % eran hispanos o latinos de cualquier raza.